# 比斯特里伊夫卡 (魯任區)
49°50′21″N 29°16′3″E / 49.83917°N 29.26750°E
比斯特里伊夫卡（烏克蘭語：Бистріївка）是位於烏克蘭北部日托米爾州裏別爾季切夫區的村莊，處於波斯季爾河畔，始建於1611年，面積2.61平方公里，海拔高度226米，2001年人口584。